# پوجیو مویانو
پوجیو مویانو (به ایتالیایی: Poggio Moiano) یک کومونه در ایتالیا است که در استان ریتی واقع شده‌است.

## خصوصیات
پوجیو مویانو ۲۶٫۸ کیلومترمربع مساحت و ۲٬۶۰۳ نفر جمعیت دارد و ۵۲۰ متر بالاتر از سطح دریا واقع شده‌است.